# Дубові насадження (пам'ятка природи, Охтирський район)
Дубо́ві наса́дження — ботанічна пам'ятка природи місцевого значення в Україні. Розташована в межах Охтирського району Сумської області, обабіч автодороги Охтирка — Котельва, від села Лутище до межі з Полтавською областю. 
Площа 0,65 га. Оголошено територією ПЗФ 20.06.1972 року. Перебуває у віданні: Охтирський держлісгосп, Служба автомобільних доріг у Сумській області. 
Місце зростання понад 20 екземплярів дерев дуба черешчатого віком 200—450 років. На території пам'ятки проводяться весільні обряди.